# Bryan Mbeumo
Bryan Mbeumo (Avallon, Francia, 7 de agosto de 1999) es un futbolista francocamerunés que juega de delantero en el Manchester United F. C. de la Premier League.

## Trayectoria
Mbeumo comenzó su carrera deportiva en el E. S. Troyes A. C. "II", debutando con el primer equipo el 17 de febrero de 2018 en un partido de la Ligue 1 frente al F. C. Metz.
En 2019 fichó por el Brentford F. C., entonces en la EFL Championship. Con ellos ascendió a la Premier League en la temporada 2020-21, haciendo su debut en la competición el 13 de agosto en una victoria por 2-0 frente al Arsenal F. C. Permaneció seis años y en el momento de su marcha, con 70 tantos anotados y 242 encuentros disputados, era el séptimo jugador con más goles y partidos jugados en la historia del club.
El 21 de julio de 2025 se convirtió en la venta más cara del Brentford F. C. después de ser traspasado al Manchester United F. C., equipo con el que firmó hasta 2030.

## Selección nacional
Fue internacional sub-17, sub-20 y sub-21 con la selección de fútbol de Francia. En agosto de 2022 expresó su intención de jugar con Camerún, debutando el mes siguiente en un amistoso ante Uzbekistán.

## Clubes
| Club                    | País       | Año       |
| ----------------------- | ---------- | --------- |
| E. S. Troyes A. C. "II" | Francia    | 2016-2018 |
| E. S. Troyes A. C.      | Francia    | 2018-2019 |
| Brentford F. C.         | Inglaterra | 2019-2025 |
| Manchester United F. C. | Inglaterra | 2025-act. |